# Studia Judaica
Studia Judaica (ISSN 1506-9729) – polskie czasopismo naukowe poświęcone badaniom judaizmu oraz kultury i cywilizacji żydowskiej. Ukazuje się od 1998 i wydawane jest w cyklu półrocznym. Jego instytucją sprawczą jest Polskie Towarzystwo Studiów Żydowskich.

## Profil
Zamieszczane w „Studia Judaica” publikacje to artykuły naukowe, materiały dokumentacyjne, polemiki i recenzje. Czasopismo porusza tematykę żydowską z zakresu literatury, hermeneutyki, biblistyki, archeologii, historii, kultury i religioznawstwa.

## Punktacja
W 2003 czasopismo wpisane zostało przez Komitet Badań Naukowych na listę czasopism wyróżnionych typu „B”. Od 2007 zaliczane jest przez Ministerstwo Nauki i Szkolnictwa Wyższego do czasopism punktowanych (w 2021 „Studia Judaica” otrzymały 70 punktów). 

## Redaktorzy naczelni
- 1998–2000: Józef Gierowski
- 2001–2011: Krzysztof Pilarczyk.
- 2012–2017: Marcin Wodziński
- od 2018: Stefan Gąsiorowski